# ステファノス・カピノ
ステファノス・カピノ（ギリシア語: Στέφανος Καπίνο, ラテン文字転写: Stefanos Kapino, 1994年3月18日 - ）は、ギリシャ・ピレウス出身の元同国代表サッカー選手。ポジションはGK。

## 経歴

### クラブ
2007年にパナシナイコスFCのユース出身。2011年9月17日、アトロミトスFC戦でプロデビューを果たした。2011年11月19日のオリンピアコスFCとのギリシャ・ダービーでは、後にシーズン最優秀セーブに輝くスーパーセーブを見せた。
2014年7月16日、1.FSVマインツ05に移籍した。
2018年8月1日、ブンデスリーガのヴェルダー・ブレーメンに移籍した。2021年1月21日、2. ブンデスリーガのSVザントハウゼンへシーズン終了までの期限付き移籍となる。
2021年8月12日、アルミニア・ビーレフェルトと2年契約を締結した。
2023年1月22日、 エクストラクラサのミエジュ・レグニツァへ移籍。

### 代表
2011年11月15日、ギリシャ代表として、親善試合のルーマニア戦で最年少記録となる17歳と241日でA代表デビューした。

## 代表歴

### 出場大会
- ギリシャ代表
  - 2014 FIFAワールドカップ

### 試合数
- 国際Aマッチ 9試合 0得点（2011年-2017年）[8]

| ギリシャ代表 | 国際Aマッチ | 国際Aマッチ |
| 年           | 出場        | 得点        |
| ------------ | ----------- | ----------- |
| 2011         | 1           | 0           |
| 2012         | 0           | 0           |
| 2013         | 0           | 0           |
| 2014         | 1           | 0           |
| 2015         | 2           | 0           |
| 2016         | 4           | 0           |
| 2017         | 1           | 0           |
| 通算         | 9           | 0           |

## タイトル
パナシナイコス
- キペロ・エラーダス : 2013-14

オリンピアコス
- ギリシャ・スーパーリーグ : 2015-16, 2016-17